# بروتوكول توجيه داخلي
بروتوكول التوجيه الداخلي (بالإنجليزية: Interior Routing Protocol)‏ هو نوع من بروتوكولات التوجيه يقوم بتبادل معلومات التوجيه بين الأجهزة التي تدعم وظيفة التوجيه، مثل البوابات أو الموجهات الموجودة داخل نظام مستقل واحد. يمكن بعد ذلك استخدام معلومات التوجيه هذه لتوجيه بروتوكولات طبقة الشبكة مثل اي بي. يعمل بروتوكول التوجيه الداخلي داخل نظام مستقل ما، أمّا بروتوكول التوجيه الخارجيّ فيعمل بين الأنظمة المُستقلة.
يمكن تقسيم بروتوكولات التوجيه الداخلية إلى فئتين: بروتوكولات توجيه عاملة بخوارزميّة شعاع المسافة أو بروتوكولات توجيه عاملة بخوارزميّة حالة الوصلة. فبروتوكولات التوجيه العاملة بخوازمية شعاع المسافة تعتمد على حساب وزن المسار بشكل تراكمي، غالباً باستخدام خوارزمية بلمان-فورد أو إحدى الخوارزميّات المُشابهة، أمّا بروتوكولات التوجيه العاملة بخوازمية حالة الوصلة، فتعتمد على بناء طوبولوجيا كاملة للشبكة قبل البدء بحساب أوزان المسارات، وتعتمد بالغالب على خوارزمية ديكسترا، وقد تسلك بعض البروتوكولات سلوكاً مختلطاً من المجموعتين السابقتين، فتسمى بروتوكولات توجيه هجينة. أمّا البروتوكولات العاملة بخوازميّة شعاع المسار، فهي تعتمد على خوارزمية شعاع المسار،